# Simona La Mantia
Simona La Mantia (* 14. April 1983 in Palermo) ist eine italienische Dreispringerin. Sie war 2011 Halleneuropameisterin.
Bei den U23-Europameisterschaften 2003 in Bydgoszcz wurde sie mit 14,31 m und sechs Zentimetern Rückstand auf die Russin Wiktorija Gurowa Zweite. Kurz darauf schied sie bei den Leichtathletik-Weltmeisterschaften 2003 in Paris/Saint-Denis in der Qualifikation aus. Bei den Hallenweltmeisterschaften 2004 in Budapest sprang sie in der Qualifikation ihre persönliche Hallenbestleistung von 14,45 m und belegte im Vorkampf den elften Platz. Bei den Olympischen Spielen in Athen schied sie erneut in der Qualifikation aus.
2005 wurde sie Achte bei den Leichtathletik-Halleneuropameisterschaften in Madrid und siegte bei den U23-Europameisterschaften in Erfurt mit 14,43 m vor der damals für Russland startenden Svetlana Bolshakova.
Es folgten einige Jahre, die für La Mantia von Verletzungen bestimmt waren. 2010 sprang sie erstmals seit 2006 wieder über 14 Meter. Bei den Leichtathletik-Europameisterschaften in Barcelona sprang sie 14,56 m und gewann damit die Silbermedaille hinter der Ukrainerin Olha Saladucha, Dritte wurde die nunmehr für Belgien startende Bolshakova.
Bei den Leichtathletik-Halleneuropameisterschaften 2011 in Paris feierte sie ihren ersten internationalen Titel mit persönlicher Bestweite von 14,60 m. 2012 wurde sie bei den Europameisterschaften Vierte, bei den Olympischen Spielen in London kam sie jedoch nicht über die Qualifikation hinaus. Im März 2013 gewann sie bei den Halleneuropameisterschaften im schwedischen Göteborg die Bronzemedaille mit einer Weite von 14,26 m.
Bislang wurde sie fünfmal nationale Meisterin im Freien (2004–2006, 2010, 2011) und dreimal in der Halle (2004, 2006, 2011).
Simona La Mantia ist 1,76 m groß und wiegt 64 kg. Sie begann ihre Karriere bei CUS Palermo, startet aber nunmehr für den Verein Fiamme Gialle.

## Bestleistungen
- Dreisprung: 14,69 m, 22. Mai 2005, Palermo
  - Halle: 14,60 m, 5. März 2011, Paris
- Weitsprung: 6,48 m, 21. Mai 2005, Palermo